# Richard L. Coe
Richard Livingston Coe (Nueva York, 8 de noviembre de 1914-Washington D. C., 12 de noviembre de 1995) fue un crítico estadounidense que fue crítico de teatro y cine para The Washington Post durante más de cuarenta años.

## Carrera
Coe se hizo conocido como uno de los críticos de teatro más influyentes fuera de la ciudad de Nueva York. Fue el principal crítico de teatro en Washington cuando esa ciudad era una importante parada de prueba para espectáculos dirigidos a Nueva York. Fue el período de posguerra el que se consideró la última época dorada de producción prolífica de Broadway. En consecuencia, a menudo eran las reseñas de Coe las que los directores utilizaban para ayudar a suavizar las producciones antes de dirigirse a las luces más duras de Broadway.
Entre los muchos espectáculos que Coe reseñó en el Teatro Nacional de Washington se encontraban las producciones originales de David Merrick de Hello, Dolly! y Carnival. También reseñó los estrenos de obras de Neil Simon, Tennessee Williams y William Inge. A menudo decía que su interés por la música y el teatro comenzó durante sus años en la escuela coral de la Catedral de San Juan el Divino en Manhattan. Se graduó en la Universidad George Washington en 1938 e inmediatamente se unió a The Washington Post como editor de radio y asistente de crítico dramático. Durante la Segunda Guerra Mundial sirvió en las Fuerzas Aéreas del Ejército de los Estados Unidos como escritor y editor de Barras y estrellas, informando desde El Cairo. Regresó al Post en 1946 como crítico de teatro, aunque también revisó películas y otros entretenimientos. Se jubiló en 1979 y fue nombrado crítico emérito.
Coe fue considerado un crítico generoso. The Oxford Companion to American Theatre lo describe de esta manera: «Uno de los principales críticos no neoyorquinos, era un cálido y conocedor defensor de todo buen teatro, y los productores de Broadway solicitaban regularmente sus opiniones, incluso cuando no lo intentaban sus programas en Washington». Coe escribió para muchas otras publicaciones, incluidas The New York Times y The New Republic. También fue un comentarista habitual de radio y televisión. Fue nombrado Crítico del Año por el Directors' Guild of America en 1963 y «Washingtoniano del Año» en 1980. Sus columnas, sin embargo, no se limitaron a producciones teatrales. También escribió artículos condenando la segregación racial en el Teatro Nacional a principios de la década de 1950 y buscando la derogación de una ley sobre trabajo infantil en Washington que prohibía actuaciones de elencos que incluyeran niños. Coe era conocido como un entusiasta defensor de las nuevas instituciones teatrales en Washington, incluido Arena Stage y el Kennedy Center for the Performing Arts. En 1980, el New Playwrights' Theatre de Washington creó un premio que lleva su nombre.
Coe era miembro honorario del National Press Club.

## Vida personal y muerte
En 1946, se casó con la destacada periodista de Washington Christine Sadler, quien más tarde se convirtió en la editora de la revista McCall's en Washington y escribió el libro America's First Ladies. Sadler murió en 1983.
Murió en su casa de Washington D. C. de linfoma el 12 de noviembre de 1995, cuatro días después de cumplir 81 años.